# Sint-Kruis
Sint-Kruis és un antic municipi de Bèlgica a la província de Flandes Occidental, que des del 1971 va fusionar amb la ciutat de Bruges. El 2014, el poble tenia 15892 habitants, sobre una superfície de 1375 hectàrees. Limita a ponent amb el nucli històric de Bruges pel Canal Gant-Bruges, al nord amb el barri de Sint-Jozef i Koolkerke pel canal Damse Vaart, a llevant amb Damme i al nord amb Assebroek.

## Geografia
Està a cavall entre els pòlders fèrtils al nord a 3 msnm i la «Flandes arrenosa» a migdia a 8,90 msnm. Desguasa vers l'estuari del Zwin per l'Ede, el canal Zuidervaartje, el Maleleie i gran nombre de recs sense nom. El nord boscós a poc a poc es va urbanitzar. Excepte unes masies als pòlders, unes escoles, una carretera amb els típics grans magatzems de raval, sobretot és un poble dormitori. Conté els nuclis de Male i fins 1977 el de Vivenkapelle.

## Història
Durant l'època gal·loromana es van construir la vies romana d'Oudenburg a Aardenburg, que seguia el traçat de la cresta arrenosa no inundable. Durant el període merovingí (segle V a VIII) els francs van s'hi van establir. Amb Sijsele i Weinebrugge, Sint-Kruis aleshores fa part del domini reial Pagus Flandrensis. El castell de Male aleshores a la vora del maresme es va construir probablement al segle IX com a part d'una línia de defensa contra els vikings. El 1330 Lluís II de Flandes també anomenat Lluís de Male hi va néixer. Al segle xiv, Male va esdevenir el lloc d'estiueig privilegiat pels comtes de Flandes.
El primer esment escrit d'una capella dedicada a la Santa Creu a una acta del capítol de Sant Donacià del 1089. La frontera nord era el Reie i el Vuldersrei, que va mantenir-se fins a la reforma administrativa sota l'ocupació francesa a la fi del segle xix. Quan el 1275 la ciutat de Bruges va construir la segona muralla (a l'endret de l'actual canal Gant-Bruges), la parròquia va ser trencada entre Santa Creu intra muros i Santa Creu extra muros.
El 1383 el gantencs van assolar l'església i el centre del poble. Aleshores es crea una watering per assecar els pòlders. Es van construir unes noves masies, uns quants fortificades, de les quals subsisteixen, almenys parcialment algunes fins a l'actualitat. Sempre amb finances precàries, el 1558 Felip II d'Espanya va vendre la senyoria de Male al noble Jehan López Gallo i el 1560 la senyoria va esdevenir baronia. Durant la Guerra dels Vuitanta Anys, el 1577-78 el magistrat de Bruges decideix d'enderrocar tots els edificis importants fora de les muralles, per evitar que els rebels s'hi poguessin refugiar. A Sint-Kruis s'enderroquen, entre d'altres l'església, el Blauw Kasteel (castell blau) i la cartoixa, els monjos de la qual construeixen un monestir nou intra muros.
Al segle xviii, molts nobles latifundistes transformen els seus castells que ja des de molt de temps no tenen cap funció defensiva en palaus d'estivueig amb llargs jardins de plaer: Male, Rooigem, Nieuwenhove, Puienbroek, De Spijker i Veltem. El reste de la parròquia queda rural. L'administració austríaca construeix la carretera Bruges-Eeklo que esdevé un eix de desenvolupament econòmic. El 1789, l'administració francesa aboleix la divisió feudal i crea el municipi de Sint-Kruis, al qual afegeix Male i els territoris fora la muralla (els «paallanden») que pertanyien fins ara a Bruges.
Durant el segle xix manté el seu caràcter rural. La creació d'un camp de maniobres fomenta el sector taverner. Molts oficials construeixen una vil·la. A la fi del segle la zona entre el Damse Vaart i el Canal Gant-Bruges s'industrialitza i a l'entorn es crea un barri nou per als obrers. El 1904 es va inaugurar el carrilet de Bruges a Aardenburg i el 1913 el tramvia que el 1951 va ser reemplaçat per un bus. Al segle xx la zona limítrofa amb Bruges i els boscs continuen urbanitzant-se, els pòlders al nord mantenen el seu caràcter rural. La poca indústria se'n va anar a polígons industrials fora de Sint-Kruis. El 1950 les Canongesses Regulars del Sant Sepulcre compren el castell de Male, que es transformat en monestir per l'arquitecte Arthur Degeyter, que va conservar molts elements de l'antic castell. El 2011 les monges van vendre el castell i el 2013 se'n van anar a un petit monestir a Sint-Pieters-op-de-Dijk. El propietari nou vol transformar el lloc en hotel de luxe i centre turístic, tot i conservar l'edifici.

## Llocs d'interés

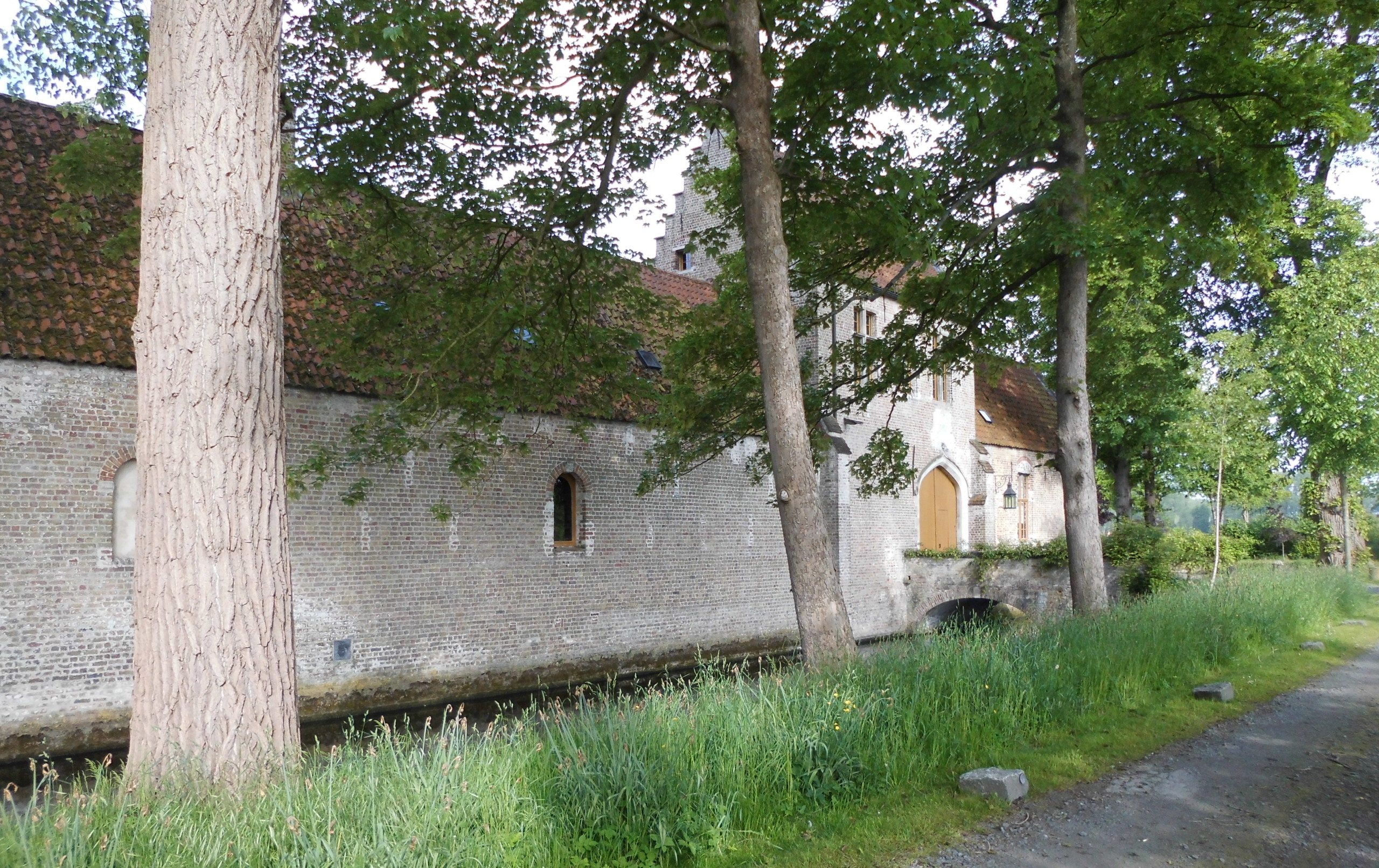
Porteria del Castell de Rooigem
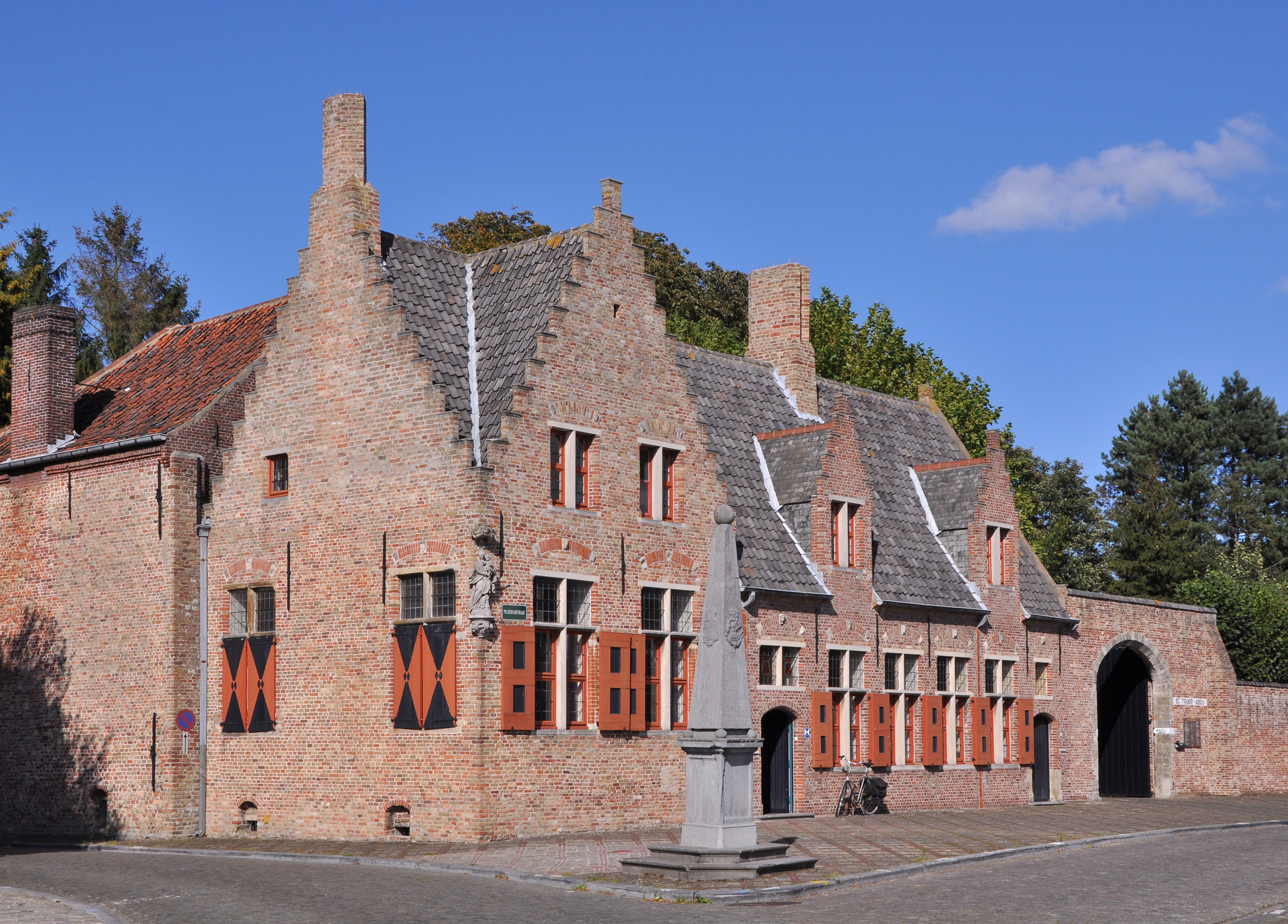
Casal «Hoge Huis» i costell
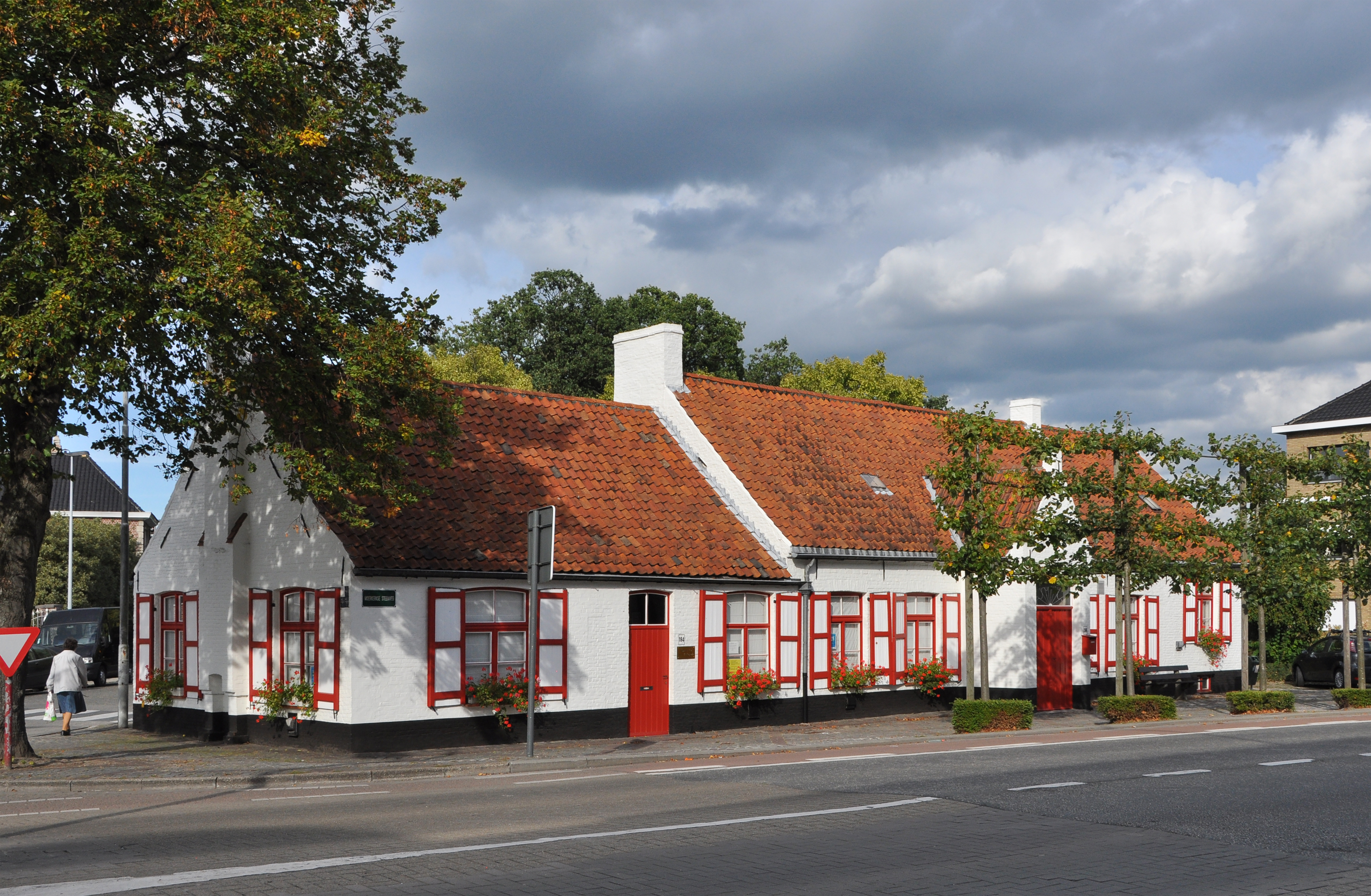
Centre cultural «De Zorge» (antic alberg)
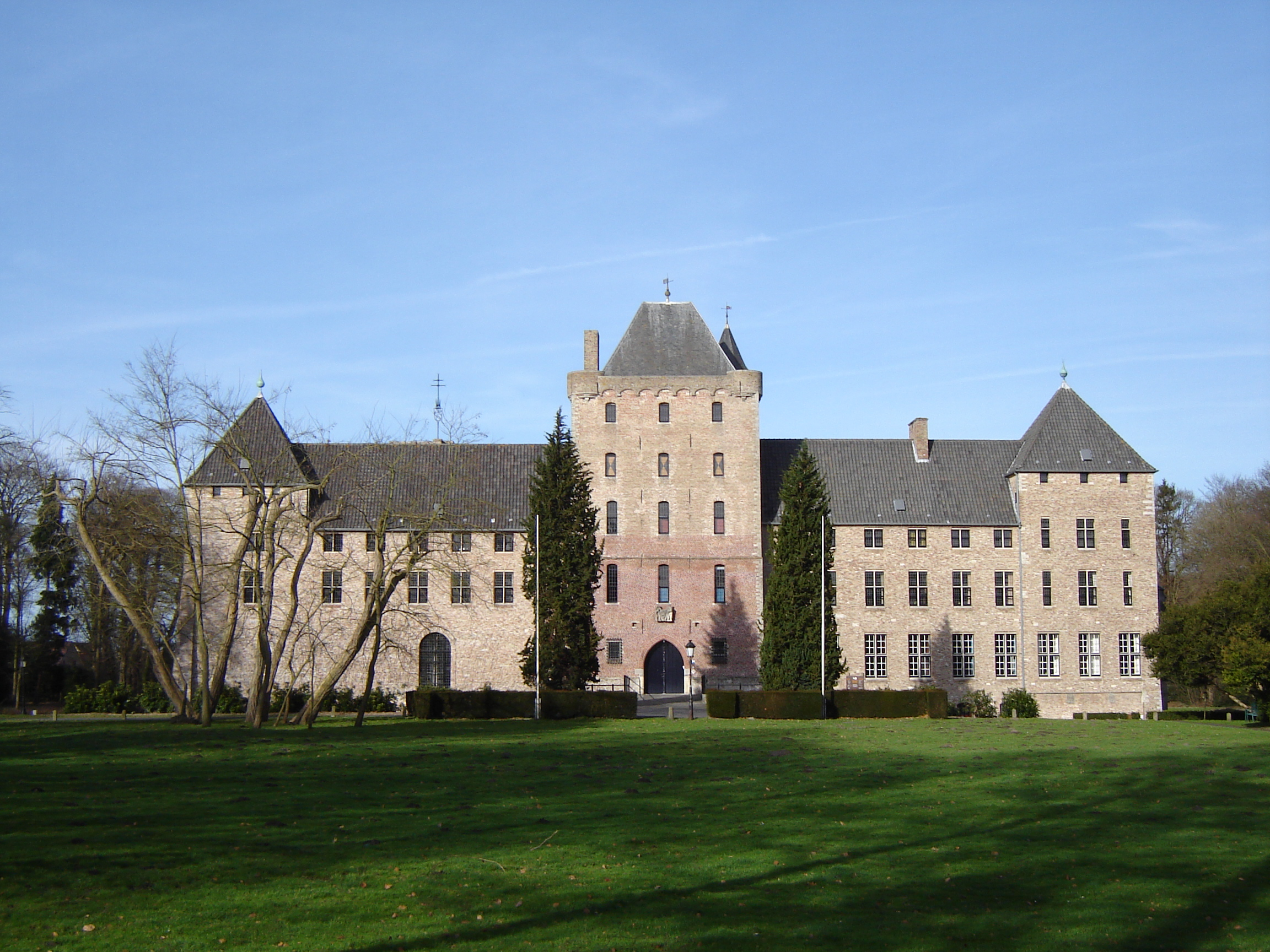
Castell de Male, de 1854 a 2014 Monestir de Sant Trudó
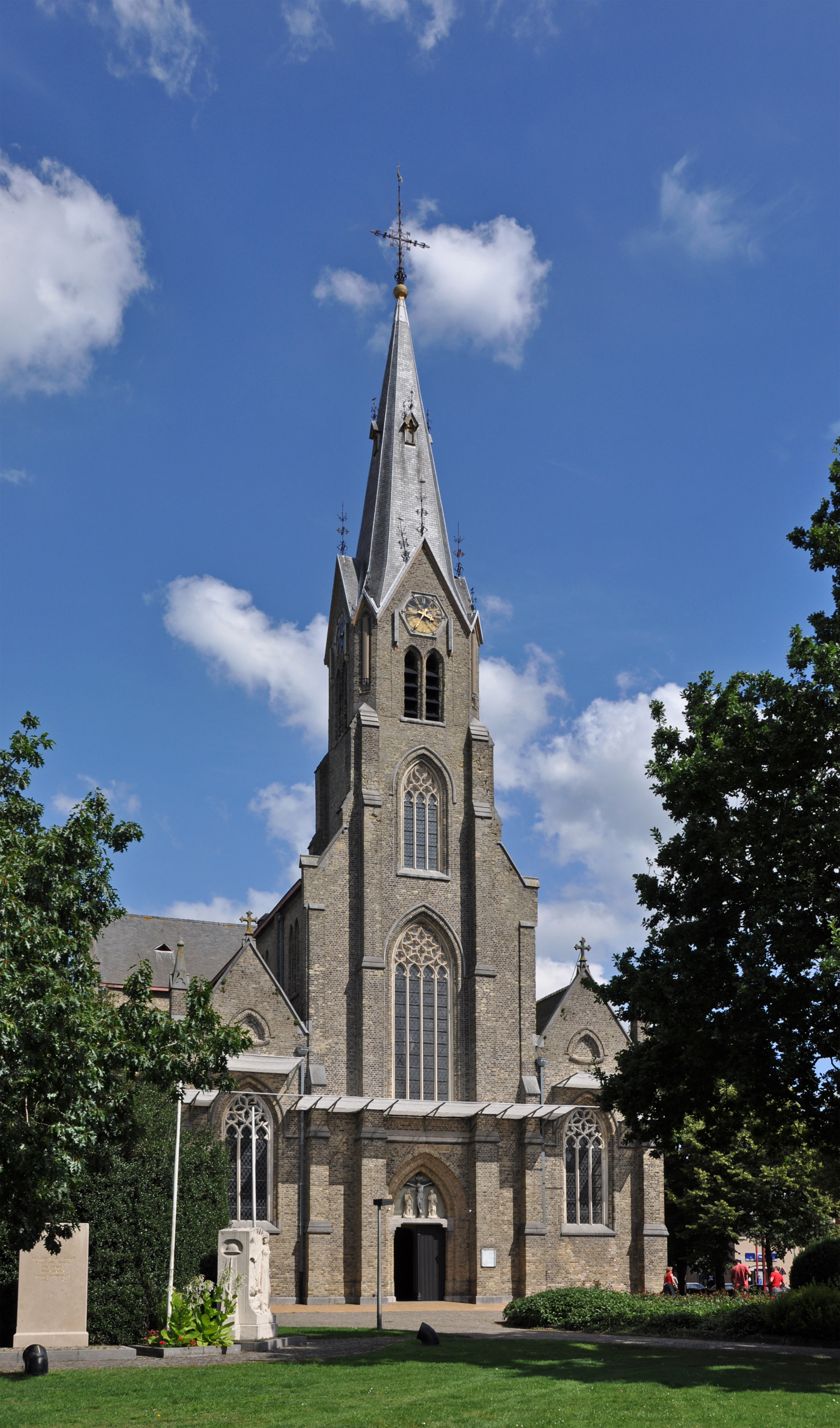
Església